# 马尼干戈镇
马尼干戈乡，是中华人民共和国四川省甘孜藏族自治州德格县下辖的一个乡镇级行政单位。有317国道连接德格县更庆镇和甘孜县，以及有217省道经过。
马尼干戈乡自古代起就是茶马古道重要的中转站和驿站。新路海位于该乡境内。

## 行政区划
马尼干戈乡下辖以下地区：
马尼干戈村、措巴村、洞真村和雪科村。